# Euphorbia obliqua
Euphorbia obliqua là một loài thực vật có hoa trong họ Đại kích. Loài này được F.A.Bauer ex Endl. mô tả khoa học đầu tiên năm 1833.